# Université du Nord de la Floride
Pour les articles homonymes, voir UNF.
L'université du Nord de la Floride (en anglais : University of North Florida, UNF) est une université publique, fondée en 1969, localisée à Jacksonville en Floride. En 2007, elle forme environ 16 000 étudiants.

## Présentation
L'université est organisée en cinq collèges qui proposent au total 52 programmes pour bacheliers et 28 programmes en master. Les collèges sont spécialisés dans les sciences, les affaires, en ingénierie, en sport et en santé.
L'université possède plusieurs équipes sportives portant la dénomination des Ospreys de North Florida qui évoluent en première division du NCAA. Ils évoluent en particulier dans l’Atlantic Sun Conference dans 17 disciplines dont le basket, le tennis, le golf et le football.

## Accueil d'évènements sportifs internationaux
L'université accueille les éliminatoires de la Coupe du monde de rugby à XIII 2021 et le  tournoi qui a eu lieu les 13 et 17 novembre 2018. Ce tournoi est disputé par les États-Unis, le Canada, la Jamaïque et le Chili.

## Galerie d'images

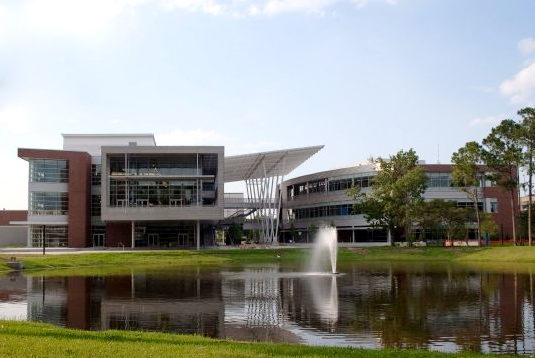
Syndicat étudiant.
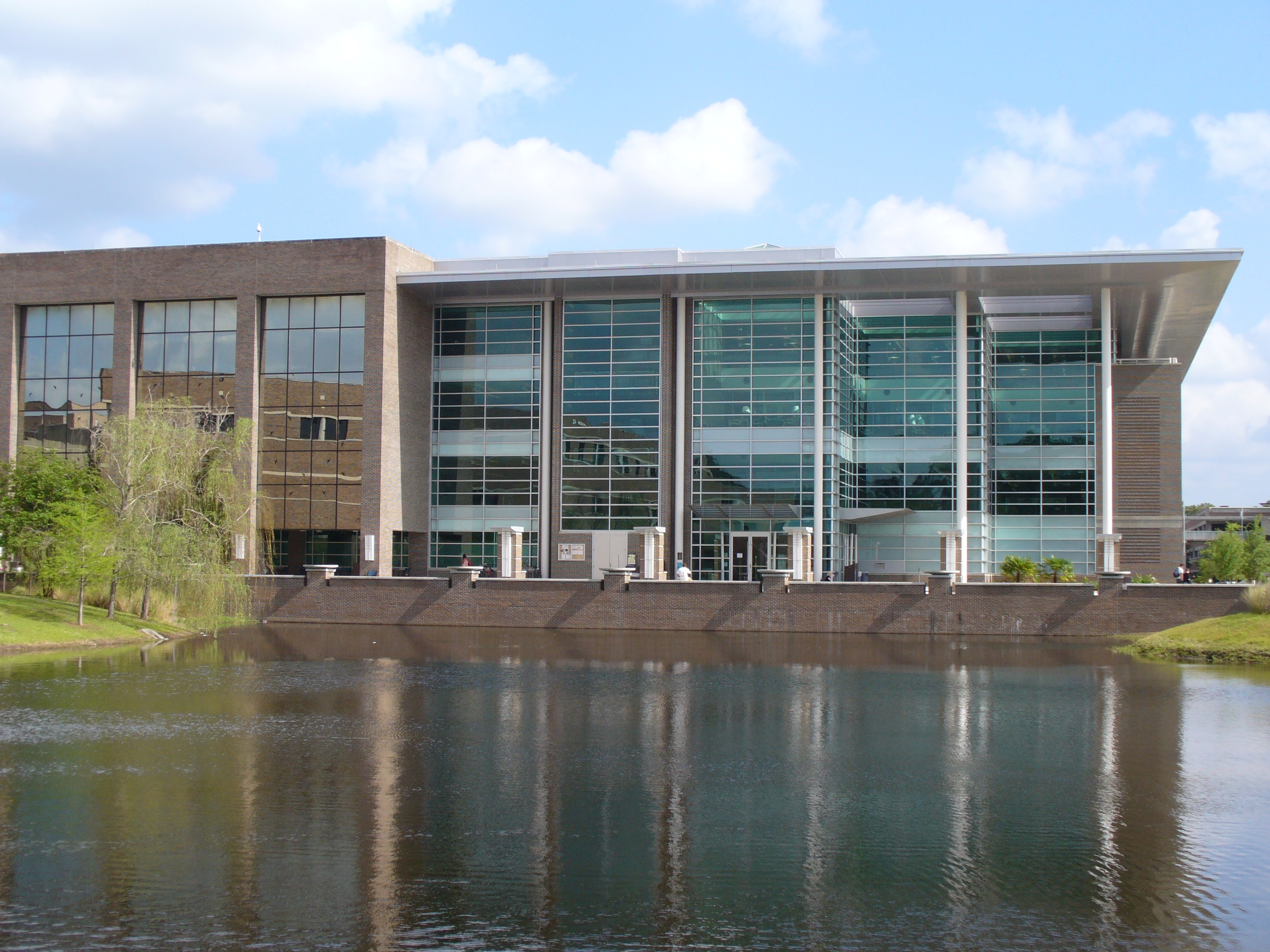
Bibliothèque.
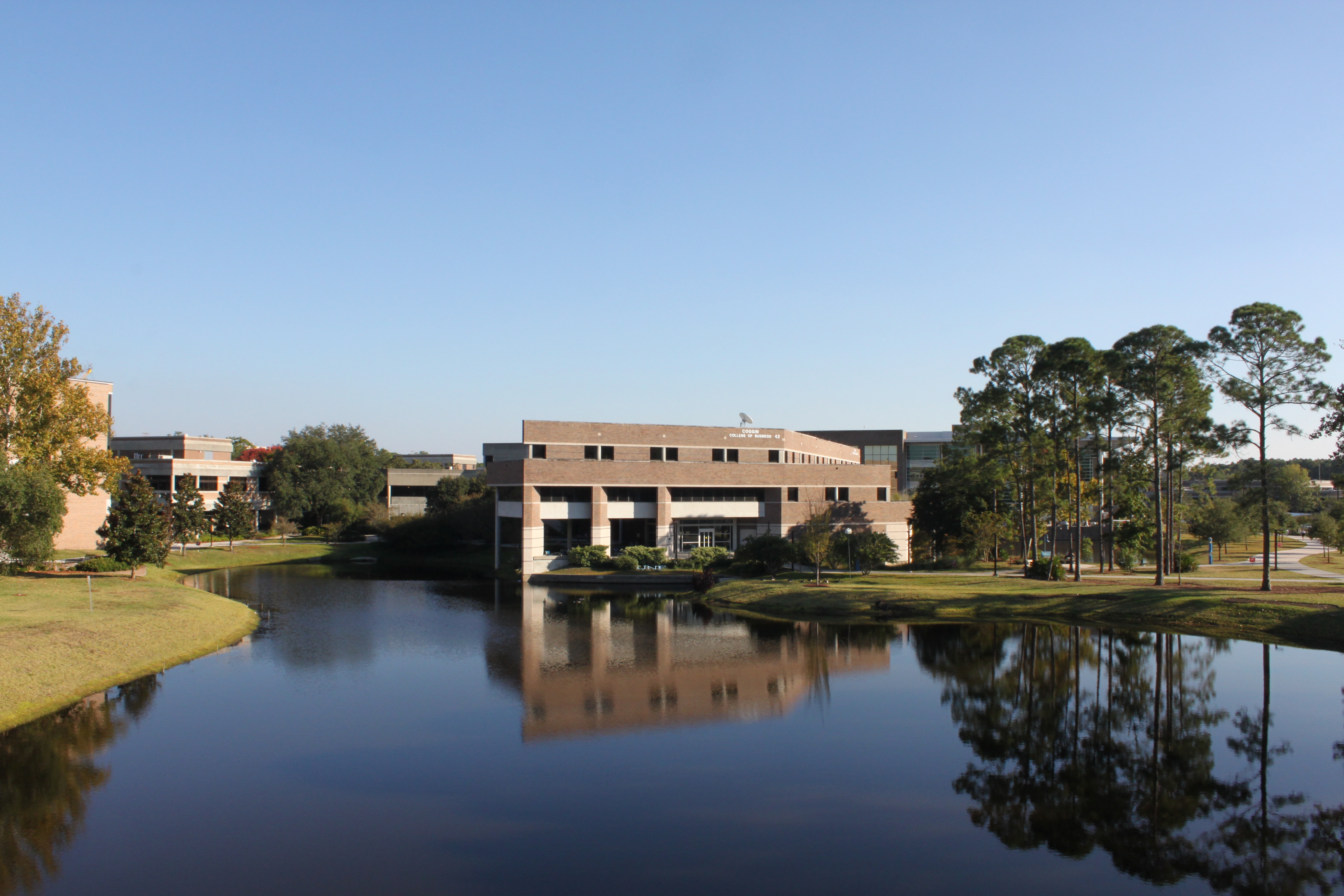
École de commerce.
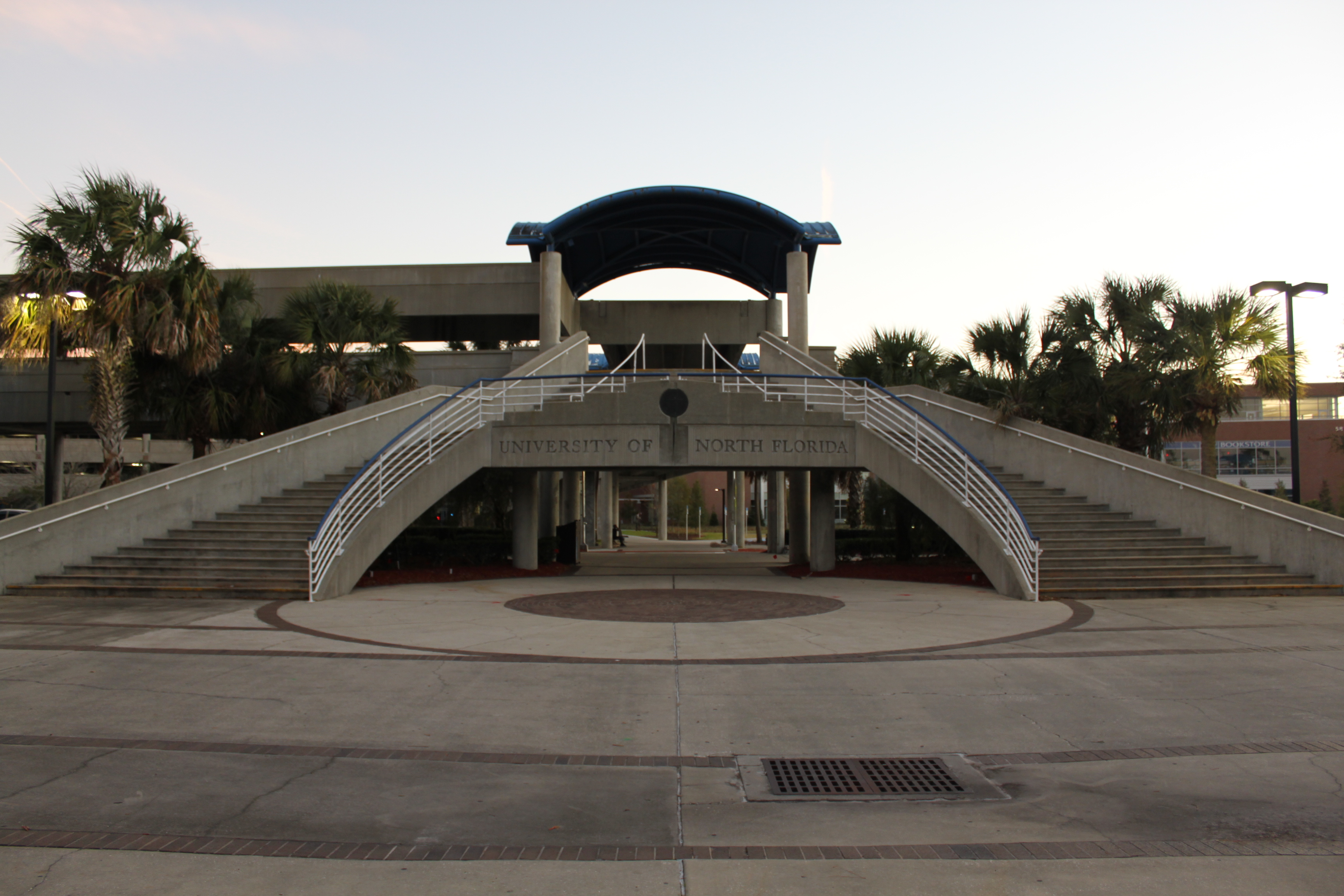
Escalier.